# Gregüescos

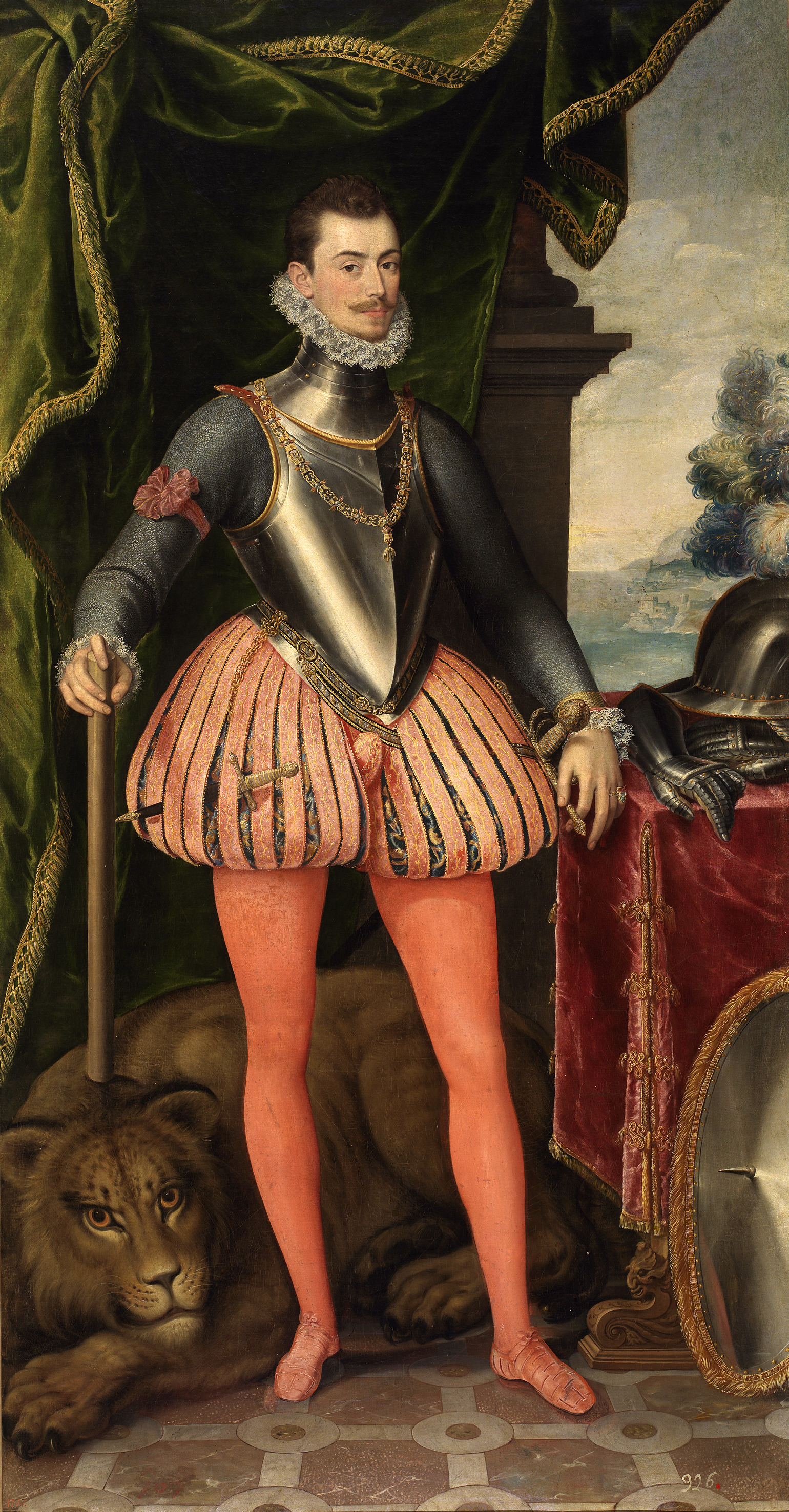
Don Juan de Austria, hijo bastardo de Carlos I de España, con pantalón a la griega, hacia 1580. En un retrato atribuido a Juan Pantoja de la Cruz y depositado en el Monasterio de El Escorial

Los gregüescos o greguescos son un tipo de calzas o calzón masculino, corto y abombachado. De supuesto origen militar, se puso de moda en España en el transcurso del siglo XVI al XVII, adoptando luego diversas formas y medidas en la Europa occidental y las cortes españolas de Ultramar, como evolución de las botargas y otros tipos de calzas, dando lugar luego a los follados o afuellados.
Aparecen descritos –en su variada tipología– o ridiculizados por algunos de los mejores autores del Siglo de Oro Español, como Cervantes, Lope, Tirso o Quevedo; y fueron pintados por Diego Velázquez, Bartolomé González o Alonso Sánchez Coello y otros artistas de las principales cortes europeas, como Tiziano.

## Origen y definición
Señalar unos gregüescos (de seda, detres vara y tercia), que tengan tres cuartas de largo, sin piezas en los costados ni abajo, y tengan siete ochavas donde el golpe de la faldriguera hasta la punta de la cavadura y tengan doce palmos de ruedo, y braguillas y bragueta como calzas
Ordenanzas (1588)

Así aparecen mencionados por primera vez los gregüescos, en las nuevas Ordenanzas del gremio de calceteros de Toledo, dictadas en 1588, aunque Herrero García calcula que veinte años habrían comenzado a usarse estas prendas, es decir, al inicio del reinado de Felipe II. No figuran sin embargo, ni ellos ni las calzas en general en los libros de corte y confección de la sastrería de la época, lo que hace pensar que eran prendas asociadas a la cultura del calzado. Una definición adaptada al lenguaje contemporáneo describiría a los gregüescos como anchos calzones fruncidos a la cintura y abiertos por su parte delantera; las "perneras de tres cuartas de largo" se traducen en que llegaban hasta las rodillas, y las faltriqueras laterales por lo que se conoce como bolsillos. Disponían de un 'supensorio' o braguilla interior, como el del actual calzón deportivo, y una bragueta que habían puesto de moda las calzas atacadas, un recurso que diferenciaba a nobles y cortesanos del pueblo llano. Herrero García especifica, sin embargo, que el origen de los gregüescos fue claramente campesino, e introducidos en la vida cortesana por la milicia.
En cuanto al origen de la palabra gregüescos, y dejando a un lado una poco probable cercanía al término italiano, grechesco –a la griega–, Lope de Vega propuso su procedencia del latín «grex-gregis» asociándolo a la lana procedente de Grecia. Tres siglos después, con pareja fantasía, Francisco Rodríguez Marín, comentando a Góngora explica que el poeta utiliza "los vocablos 'griego' y 'gregüesco', dando a entender el parentesco que tienen entre sí estas dos voces, y que 'gregüesco' como grecisco, es solo un derivado de griego". Por su parte, Herrero García lo relaciona con grebas (pieza de la armadura que cubría la pierna), suponiéndolo una evolución lingüística de grebescos, comparándolo con el paso de 'abuelo' a agüelo. Otros autores, como Bandrés Oto relacionan su nombre con el traje nacional griego, y lo definen como calzón dentro del conjunto de modelos de calzas masculinas.

## Tipología

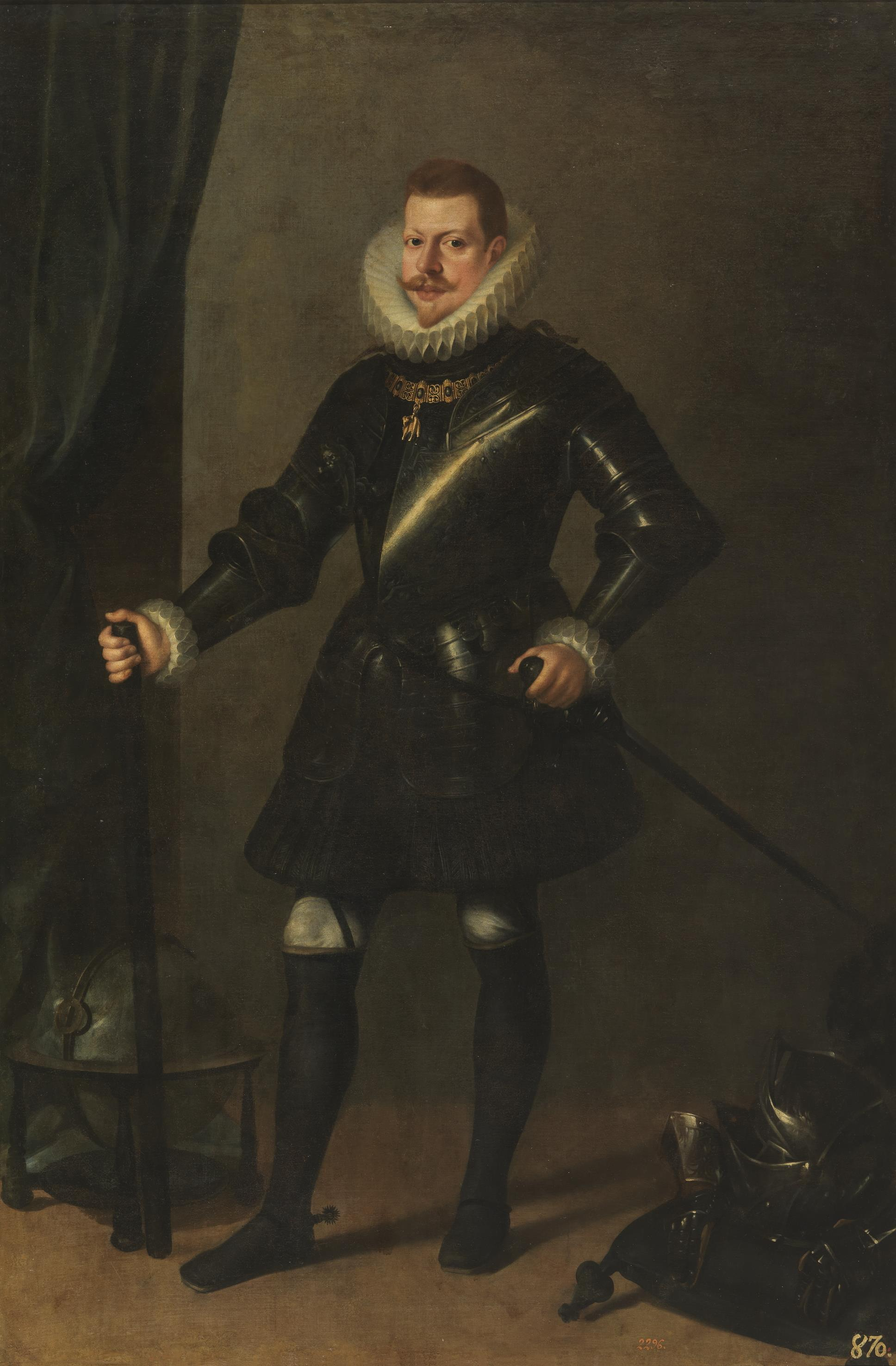
Retrato del rey Felipe III de España (1578-1621), que fue hijo del rey Felipe II de España.

Sousa Congosto avisa de la confusión habitual que asocia los gregüescos a los muslos de las calzas del siglo XVI. A partir del lenguaje gestual y la impresión visual que producían las piernas varoniles en sus ajustadas calzas cuando quedaban por completo al descubierto al desplazarse otras prendas superiores de abrigo, algunas teorías sugieren que los gregüescos pudieron responder a una exigencia del pudor instaurado en la corte de Felipe II. Otras fuentes mencionan la moda en Italia y Alemania de llevar una bolsa de tela o cuero atada con botones sobre las ingles (braguero) que sirviese de bragueta de armar; y esta moda pudo ser causa de que se diseñase en los talleres de calcetería un tipo de calza que encubriese un poco las formas desde la cintura hasta la parte alta del muslo. Otra razón pudo ser la necesidad -por higiene o comodidad de movimientos- de una mayor holgura para el juego de piernas y cadera, que los calceteros toledanos resolvieron diseñando el calzón sin pretina, de tela abullonada, es decir con varios y pequeños bullones en series horizontales a veces acuchillados y separados por galones más o menos lujosos, que puede considerarse precedente de los gregüescos.
En la corte de Carlos I de España ya se advierten modelos de gregüescos tubulares y ajustados, a partir de las botargas o calzas bambochas y de las calzas atacadas, que evolucionaron bajo el reinado de su hijo, Felipe II, ampliándose en gregüescos follados o afuellados con amplio vuelo en los perniles, o en calzas hasta la rodilla dando a los gregüescos aspecto de bragas. Finalmente, los gregüescos quedaron solamente como vestidura de los pajes. 
Una escueta definición de la prenda sería la de "calzas con dos grandes bullones acuchillados", de modo que era necesario un forro o tela interior que quedaba visible entre las aberturas y que era de distinto color que la tela exterior o los galones que en muchos casos formaban esa parte externa. El conjunto, sobre todo en los trajes militares, daba como resultado un bullón listado de dos colores. Estos bullones aumentaron de volumen, llegando hasta la exageración con las modas franco-flamencas "a lo duque de Guisa" y, en España, de la corte de Felipe III. La sofisticación de la moda cortesana hizo que a menudo los gregüescos fueran a juego con los bullones del arranque de las mangas, decorados con espiguillas de oro, guarnición y pasamanerías costosas, terciopelos labrados y sedas.
Más allá del efecto abullonado, suele llamar la atención la voluminosidad de los gregüescos, amplitud que se conseguía rellenando de papel o algodón (e incluso serrín o salvado en los más modestos) el espacio entre el forro y la tela. También hay que explicar que bajo el gregüesco era habitual vestir un calzón de liencillo o lino, y aún debajo de este se llevaba un taparrabos como calzoncillo.
La descripción exterior que de los gregüescos se hace en las citadas Ordenanzas de calceteros, en 1588, advierte que "si los gregüescos fueran estofados, o de raso, o de tafetán, o de terciopelado, o de tela de oro, o de otra cualesquier telas, llevan las entretelas de caniquí o de otro lienzo negro que sea delgado, y los aforros de encima sean de lienzo blanco que no sea caniquí".

## Tipología en el conjunto de las calzas masculinas

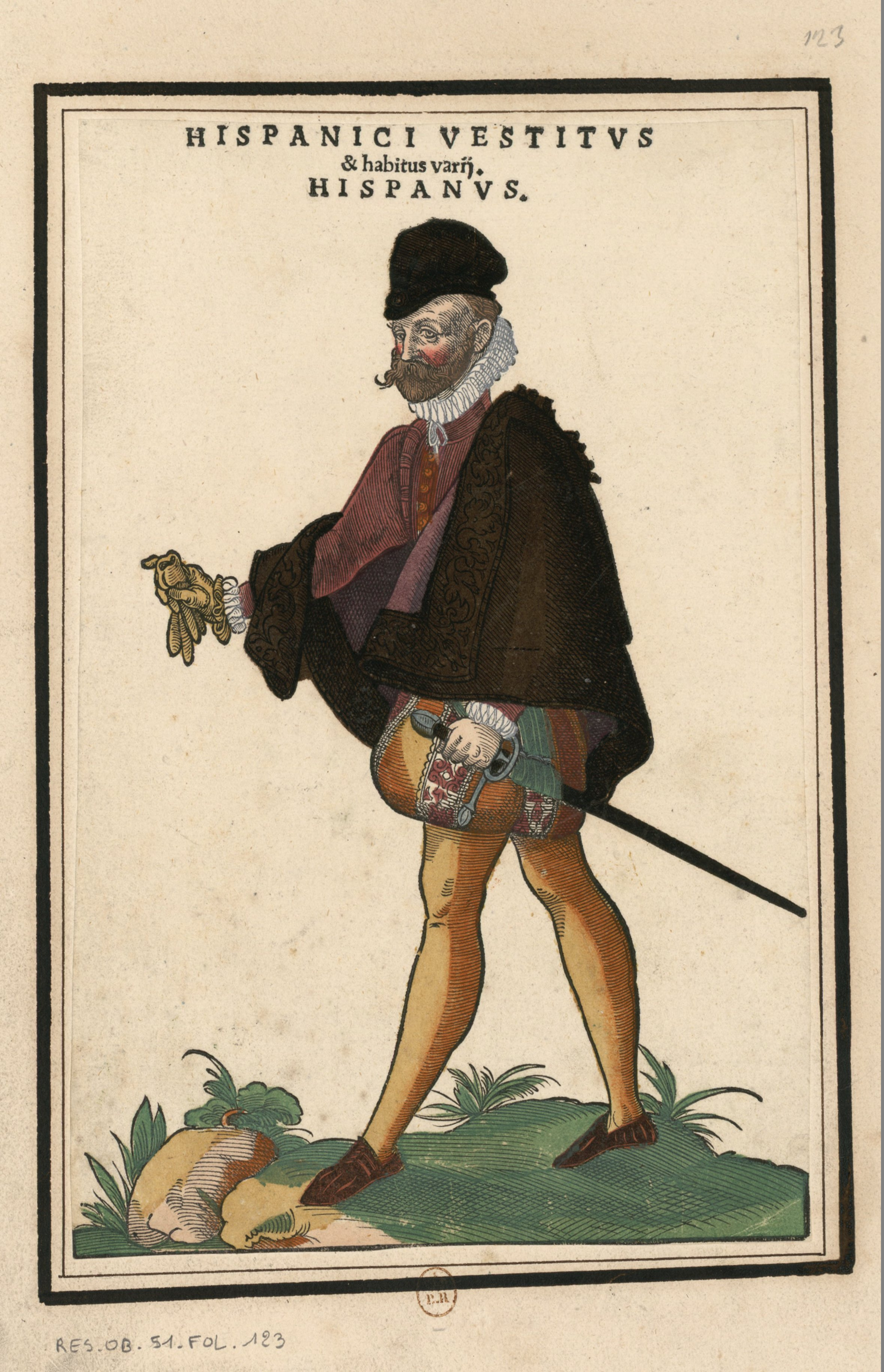
Toneletes en un grabado de la colección Roger de Gaignières, hacia 1600.
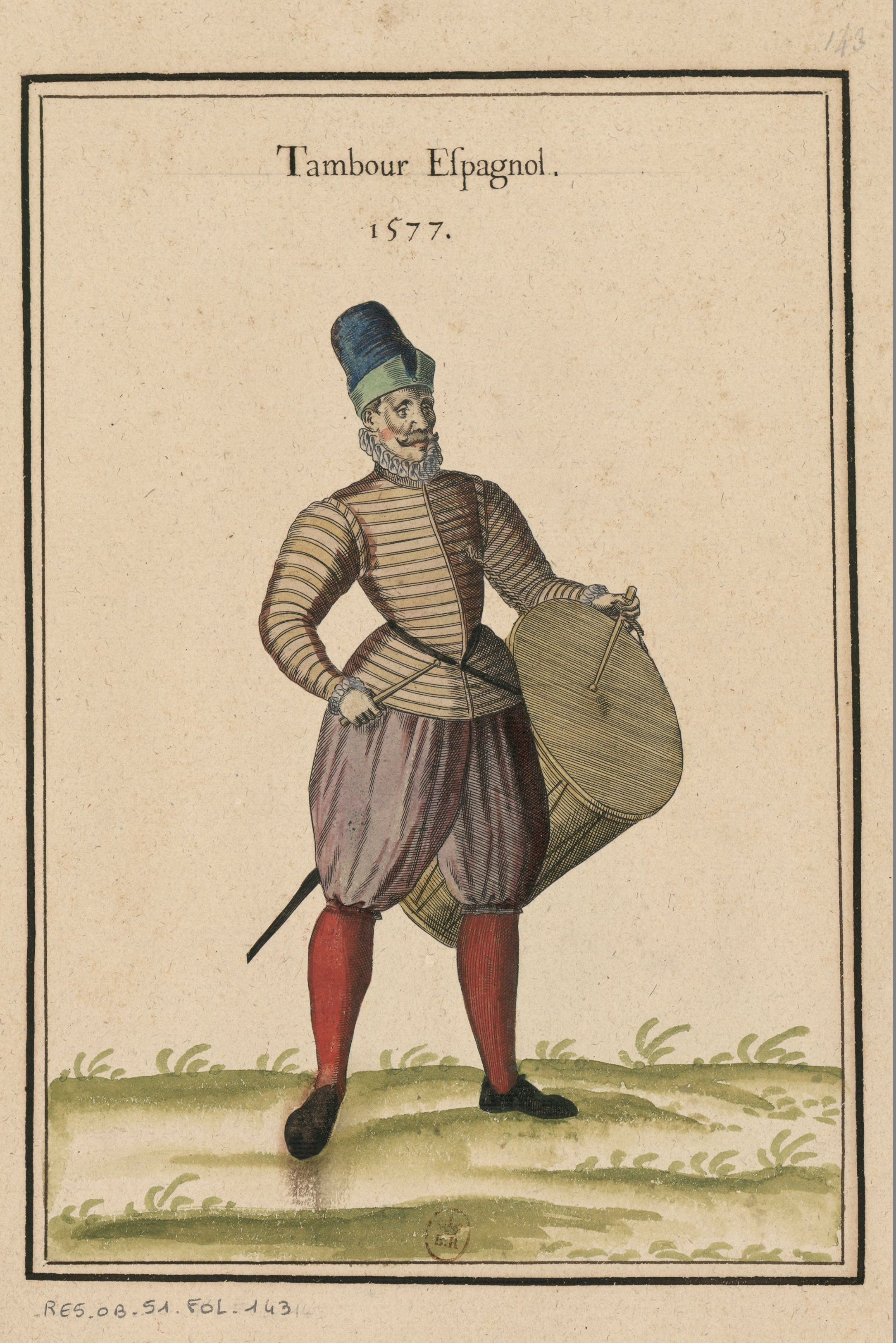
Tambor de los Tercios españoles con calzas botargas enteras (o de escaramuza) en 1577. Col. Gaignières.
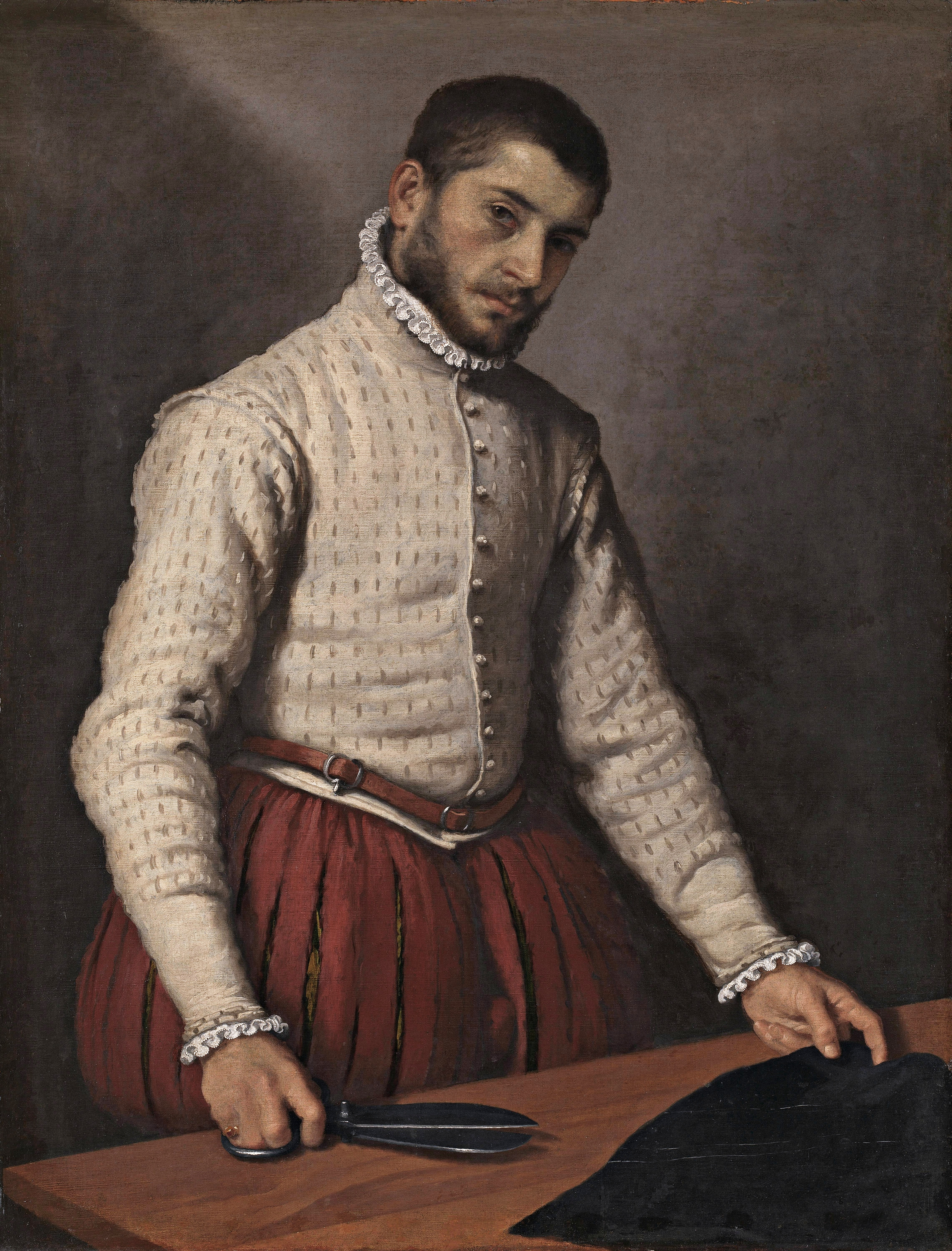
El sastre, en gregüescos, pintado hacia 1565-70 por Giovanni Battista Moroni. Galería Nacional de Londres.

## Documentación literaria
Mencionados varias veces por Lope de Vega, es interesante la defensa que hace del prototipo original español frente a los modelos importados, cuando escribe:

De paño, abierto el gregüesco
 no como ahora tudesco,
 con tan nuevas invenciones,
 más con pliegues y cordones,
 más acomodado y fresco.
 El Isidro. Lope de Vega (1597)

Luis de Góngora parece contestar a Lope con estos versos romanceados:

Y los gregüescos de seda,
 aforrados de telilla,
 mucho más acuchillados
 que mulatos en esgrima.

Pueden completarse la citas con el soneto que les dedica Quevedo o con la mención de Cervantes de unos "gregüescos verdes de tela de oro". En El Quijote, Cervantes desaconseja el uso de gregüescos a Sancho cuando gobierne su ínsula, "que no les están bien ni a los caballeros ni a los gobernadores".

## Documentación pictórica

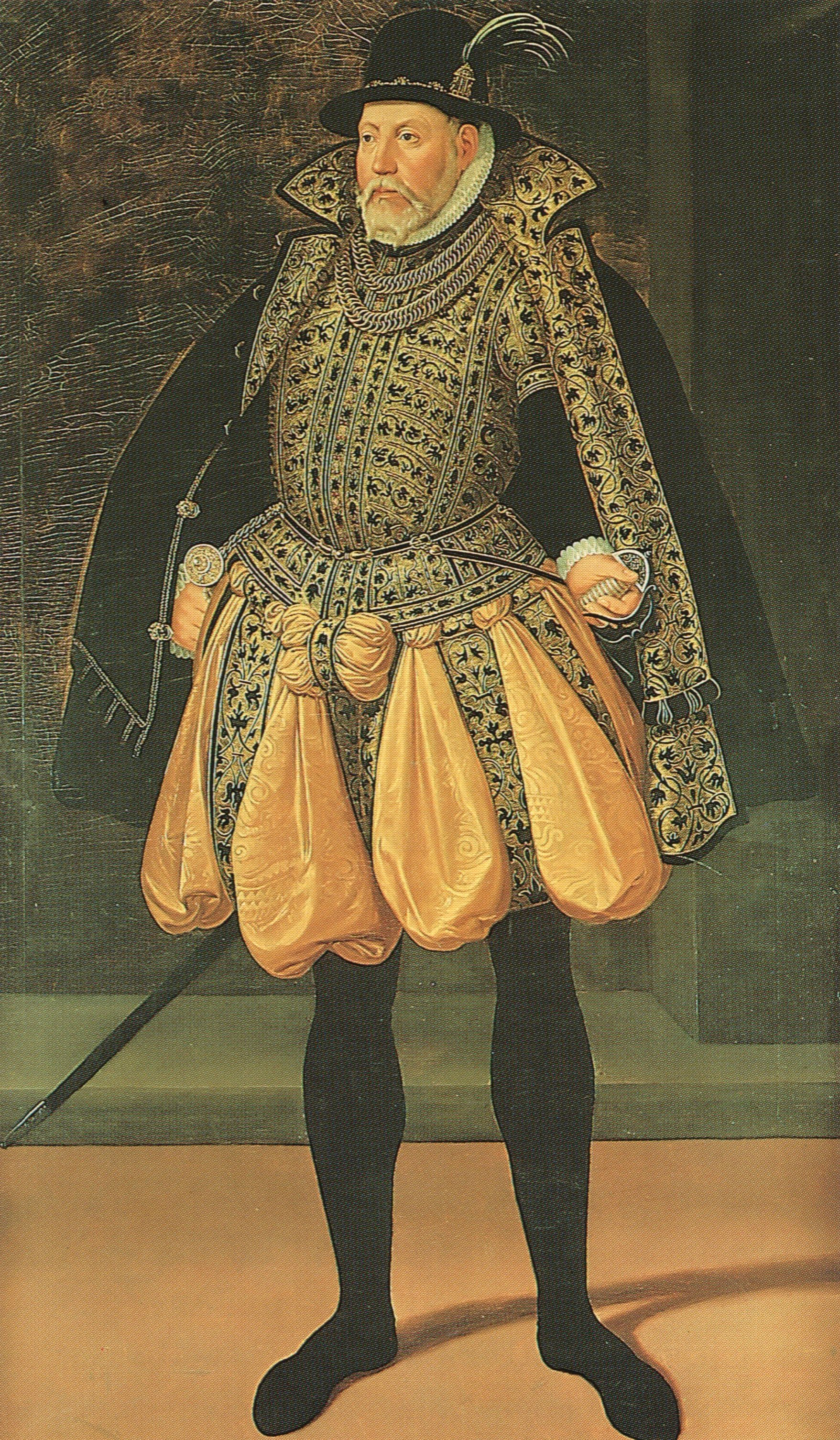
Ulrich III, duque de Mecklenburg, hacia 1573

En contra de lo que cabría imaginar, la moda de los gregüescos se hizo muy popular entre la clase baja y en especial la soldadesca; en El Díalogo de Verdades, escrito hacia 1570, pueden leerse descripciones del atrevimiento y deformidad de algunos modelos:
“Los hay que parecen alforjas, que llevan en los muslos gala de lo que agora se usa, hacen unas calzas con aquellos muslazos que llaman afollados, Hay algunos que llevan unas treinta varas de paño y seda y esteras viejas y otros andrajos con que se hacen aquellas vejigazas, calabazas... de cuero por dentro y muy bien cosido en sus brocales, los hinchan como a los cueros de vino...”  La historia de la pintura permite visualizar algunos de esos excesos.